# بيترو بيتروفيتش
بيترو بيتروفيتش (بالإنجليزية: Petar I Petrović-Njegoš) (و. 1748 – 1830 م) هو مؤرخ، وقسيس، وكاتب مونتينيغري، توفي في ستنيي، عن عمر يناهز 82 عاماً.

## مناصب
تولى منصب رئيس الدير.

## روابط خارجية
- بيترو بيتروفيتش على موقع الموسوعة البريطانية (الإنجليزية)